# Raphiophoridae
A Raphiophoridae a háromkaréjú ősrákok (Trilobita) osztályának az Asaphida rendjéhez, ezen belül a Trinucleoidea öregcsaládjához tartozó család.

## Rendszerezés
A családba az alábbi nemek tartoznak:
- Ampyx
- Ampyxella
- Ampyxina
- Ampyxinella
- Ampyxoides
- Anisonotella
- Bulbaspis
- Caganaspis
- Carinocranium
- Cerampyx
- Cnemidopyge
- Collis
- Edmundsonia
- Ellsaspis
- Endymionia
- Globampyx
- Jiuxiella
- Kanlingia
- Lonchodomas
- Malinaspis
- Malongullia
- Mendolaspis
- Metalonchodomas
- Miaopopsis
- Nambeetella
- Nanshanaspis
- Parabulbaspis
- Parampyx
- Pseudampyxina
- Pytine
- Raphioampyx
- Raphiophorus
- Raymondella
- Rhombampyx
- Salteria
- Sinampyxina
- Sinoluia
- Taklamakania